# Văduva neagră (film din 2021)
Văduva neagră (titlu original Black Widow) este un film american cu supereroi din 2021 regizat de Cate Shortland. Rolurile principale au fost interpretate de actorii Scarlett Johansson, Florence Pugh, David Harbour, O-T Fagbenle, Olga Kurylenko, William Hurt, Ray Winstone și Rachel Weisz.

## Distribuție
- Scarlett Johansson - Natasha Romanoff / Black Widow
- Florence Pugh - Yelena Belova
- David Harbour - Alexei Shostakov / Red Guardian
- O-T Fagbenle - Rick Mason
- Olga Kurylenko - Antonia Dreykov / Taskmaster
- William Hurt - Thaddeus Ross
- Ray Winstone - Dreykov
- Rachel Weisz - Melina Vostokoff